# Pedro Leal (calciatore)
Pedro Luis Leal Valencia (Puntarenas, 31 gennaio 1989) è un calciatore costaricano, difensore del Guanacasteca.

## Statistiche

### Cronologia presenze e reti in nazionale
| Cronologia completa delle presenze e delle reti in nazionale ― Costa Rica | Cronologia completa delle presenze e delle reti in nazionale ― Costa Rica | Cronologia completa delle presenze e delle reti in nazionale ― Costa Rica | Cronologia completa delle presenze e delle reti in nazionale ― Costa Rica | Cronologia completa delle presenze e delle reti in nazionale ― Costa Rica | Cronologia completa delle presenze e delle reti in nazionale ― Costa Rica | Cronologia completa delle presenze e delle reti in nazionale ― Costa Rica | Cronologia completa delle presenze e delle reti in nazionale ― Costa Rica |
| Data                                                                      | Città                                                                     | In casa                                                                   | Risultato                                                                 | Ospiti                                                                    | Competizione                                                              | Reti                                                                      | Note                                                                      |
| ------------------------------------------------------------------------- | ------------------------------------------------------------------------- | ------------------------------------------------------------------------- | ------------------------------------------------------------------------- | ------------------------------------------------------------------------- | ------------------------------------------------------------------------- | ------------------------------------------------------------------------- | ------------------------------------------------------------------------- |
| 16-1-2011                                                                 | Panama                                                                    | Guatemala                                                                 | 0 – 2                                                                     | Costa Rica                                                                | Coppa centroamericana 2011 - 1º turno                                     | -                                                                         | 65’                                                                       |
| 27-3-2011                                                                 | San José                                                                  | Costa Rica                                                                | 2 – 2                                                                     | Cina                                                                      | Amichevole                                                                | -                                                                         | 79’                                                                       |
| 29-3-2011                                                                 | San José                                                                  | Costa Rica                                                                | 0 – 0                                                                     | Argentina                                                                 | Amichevole                                                                | -                                                                         | 85’                                                                       |
| 2-7-2011                                                                  | San Salvador de Jujuy                                                     | Colombia                                                                  | 1 – 0                                                                     | Costa Rica                                                                | Coppa America 2011 - 1º turno                                             | -                                                                         |                                                                           |
| 8-7-2011                                                                  | San Salvador de Jujuy                                                     | Costa Rica                                                                | 2 – 0                                                                     | Bolivia                                                                   | Coppa America 2011 - 1º turno                                             | -                                                                         |                                                                           |
| 12-7-2011                                                                 | Córdoba                                                                   | Argentina                                                                 | 3 – 0                                                                     | Costa Rica                                                                | Coppa America 2011 - 1º turno                                             | -                                                                         |                                                                           |
| 11-8-2011                                                                 | San Juan                                                                  | Costa Rica                                                                | 0 – 2                                                                     | Ecuador                                                                   | Amichevole                                                                | -                                                                         | 46’                                                                       |
| 11-12-2011                                                                | L'Avana                                                                   | Cuba                                                                      | 1 – 1                                                                     | Costa Rica                                                                | Amichevole                                                                | -                                                                         |                                                                           |
| 23-12-2011                                                                | Cabudare                                                                  | Venezuela                                                                 | 0 – 2                                                                     | Costa Rica                                                                | Amichevole                                                                | -                                                                         | 72’                                                                       |
| 16-8-2012                                                                 | San José                                                                  | Costa Rica                                                                | 0 – 1                                                                     | Perù                                                                      | Amichevole                                                                | -                                                                         | 69’                                                                       |
| 12-9-2012                                                                 | Città del Messico                                                         | Messico                                                                   | 1 – 0                                                                     | Costa Rica                                                                | Amichevole                                                                | -                                                                         | 72’                                                                       |
| 15-1-2017                                                                 | Panama                                                                    | Belize                                                                    | 0 – 3                                                                     | Costa Rica                                                                | Coppa centroamericana 2017                                                | -                                                                         |                                                                           |
| 18-1-2017                                                                 | Panama                                                                    | Costa Rica                                                                | 0 – 0                                                                     | Nicaragua                                                                 | Coppa centroamericana 2017                                                | -                                                                         |                                                                           |
| Totale                                                                    |                                                                           | Presenze                                                                  | 13                                                                        |                                                                           | Reti                                                                      | 0                                                                         |                                                                           |